# 739 a.C.

## Eventos
- 740/739: Nabû-etiranni, o mordomo, magistrado epônimo da Assíria.[1][Nota 1]
- 740/739: Campanha dos assírios contra Arpade.[1]
- 739/738: Šamaš-kenu-dugul, o camareiro, magistrado epônimo da Assíria.[1]
- 739/738: Campanha dos assírios contra Namri.[1]
- 739/733 Joatão rei de Judá